# درع المجتمع الإنجليزي 2007
درع الاتحاد الإنجليزي 2007 (بالإنجليزية: 2007 FA Community Shield)‏ هو الموسم 85 من  درع الاتحاد الإنجليزي. أقيم بتاريخ 5 أغسطس 2007، والذي يشرف على تنظيمه الاتحاد الإنجليزي لكرة القدم، وفاز فيه مانشستر يونايتد.

## نتائج الموسم
| المركز | فريق   | لعب | ف | ت | خ | له | عليه | ف.أ | نقاط | ملاحظة |
| ------ | ------ | --- | - | - | - | -- | ---- | --- | ---- | ------ |
|        | تشيلسي |     |   |   |   |    |      |     |      |        |